# Гамси
Гамси (груз. გამსი) — село в Грузии, в муниципалитете Душети края Мцхета-Мтианети. 

## География
Село расположено в северной части края, в 54 километрах по прямой к северу от центра муниципалитета Душети. Высота центра — 1440 метров над уровнем моря.

## Население
По данным переписи населения 2014 года, в селе проживало 20 человек.
| Год  | Население | Мужчины | Женщины |
| ---- | --------- | ------- | ------- |
| 1926 | 154       | 73      | 81      |
| 2002 | 55        |         |         |
| 2014 | 20        |         |         |